# Hiroyuki Hosoda
Hiroyuki Hosoda (Japans, 細田博之, Hosoda Hiroyuki) (Matsue, 5 april 1944 – Tokio, 10 november 2023) was een Japans volksvertegenwoordiger (kiesdistrict Shimane 1) voor de Liberaal-Democratische Partij. Hij was van mei 2004 tot 31 oktober 2005 Secretaris-generaal van het kabinet (内閣官房長官, naikaku kanbō chōkan) onder Junichiro Koizumi. Hij werd opgevolgd door Shinzo Abe. Hij was tevens minister van Gendergelijkheid.
Hosoda overleed op 79-jarige leeftijd.